# アレクサンダー・ツィックラー
アレクサンダー・ツィックラー（Alexander Zickler, 1974年2月28日 - ）は、ドイツ（旧東ドイツ）・バート・ザルツンゲン出身の元同国代表サッカー選手、現サッカー指導者。現役時代のポジションはフォワード。

## 経歴
1.FCディナモ・ドレスデンの下部組織で育ち、1992年にトップチームデビュー。
翌年バイエルン・ミュンヘンへと移籍すると、12年間に亘って在籍。その間、バイエルンはブンデスリーガ優勝7回、UEFAチャンピオンズリーグ優勝1回、UEFAカップ優勝1回などの成績を残した。2005年からオーストリア・ブンデスリーガのレッドブル・ザルツブルクに所属しており、得点王やリーグ最優秀選手に輝いている。2010-11シーズンにLASKリンツへ移籍し、翌シーズンを以て現役引退。
2012年よりザルツブルクの下部組織で指導者を務めている。2017年2月、ザルツブルクのセカンドチームであるFCリーフェリングのアシスタントコーチに就任した。2017-18シーズンからは、マルコ・ローゼのアシスタントコーチに就き、ボルシアMGやボルシア・ドルトムントのアシスタントコーチを経験している。

## タイトル

### クラブ
バイエルン
- ドイツ・ブンデスリーガ ： 1993-94, 1996-97, 1998-99, 1999-00, 2000-01, 2002-03, 2004-05
- DFBポカール ： 1997-98, 1999-00, 2002-03, 2004-05
- DFBリーガポカール ： 1997, 1998, 1999, 2000, 2004
- UEFAチャンピオンズリーグ ： 2000-01
- UEFAカップ ： 1995-96
- トヨタカップ ： 2001

RBザルツブルク
- オーストリア・ブンデスリーガ ： 2006-07, 2008-09, 2009-10

### 個人
- オーストリア・ブンデスリーガ得点王 ： 2006-07, 2007-08
- オーストリア・ブンデスリーガ年間最優秀選手 ： 2005-06
- オーストリアサッカー協会選出・リーグ最優秀選手 ： 2006-07